# Castell de Zvolen
El Castell de Zvolen (en eslovac: Zvolenský zámok o incorrectament Zvolenský hrad; en hongarès: Zólyomi var) és un castell medieval situat a un pujol a la vora del centre de Zvolen, a Eslovàquia.
La situació original de l'edifici en la regió era sobre la confluència dels rius Slatina i Hron on sobre un escarpat penya-segat es trobava un castell del segle xii, conegut des del segle xix com Pustý hrad («castell abandonat»). El seu difícil accés en va tenir com a conseqüència el trasllat de lloc a una nova construcció ordenada per Lluís I el Gran del castell de Zvolen, com una residència de caça dels reis hongaresos. La futura reina regent Maria I d'Hongria i l'emperador Segimon  van celebrar les seves noces allà l'any 1385.
L'arquitectura gòtica del castell va ser construïda entre el 1360 i el 1382 i es va inspirar en els]castells italians del segle xiv. Els obrers italians també van contribuir a una reconstrucció renaixentista el 1548. L'última reconstrucció més gran va succeir en 1784, quan la capella va ser realitzada en arquitectura barroca.
El Castell allotja una secció regional de la Galeria Nacional d'Eslovàquia amb una exposició d'antics mestres europeus, incloent obres de Peter Paul Rubens, Paolo Veronese i William Hogarth. També hi ha una casa de te popular situada en el castell.

## Història
Va ser construït per Lluís I d'Hongria, com un castell de caça gòtic. La seva estructura es va acabar el 1382, quan va ser testimoni del compromís de la seva filla Maria i de l'emperador Segimon. El castell va ser un dels feus de 1440 a 1462 de Jan Jiskra, un dels comandant més poderós a Hongria. Va ser visitat sovint pel rei Maties Corví amb la seva esposa Beatriu d'Aragó, qui va utilitzar aquest castell com residencia a partir de 1490.
Al voltant de 1500 es va construir la fortificació externa amb quatre bastions rodons i la porta d'entrada. A la meitat del segle xvi va ser construïda una altra planta amb troneres i torres miradors de cantonada. L'any 1590 va ser construït un bastió d'artilleria.
El castell va ser reconstruït moltes vegades, però conserva el seu aspecte renaixentista. El castell va ser nominat com a monument nacional de la cultura pels seus valors històrics, art i arquitectura, i va ser reconstruït a la dècada de 1960. La Galeria Nacional d'Eslovàquia té una seu en aquest castell ara, on presenta les seves exposicions.

## Present
Cada any, al castell de Zvolen es representen obres que atreuen a gran quantitat de visitants, es pot veure teatre i actors nacionals com també d'altres països. El castell ofereix ofereix sales útils per a l'organització de concerts, recepcions o d'altres esdeveniments.